# ASO谢里夫
谢里夫奥林匹克体育协会（法語：Association Sportive Olympique de Chlef，简称ASO Chlef）是位于阿尔及利亚谢里夫的足球俱乐部，创建于1947年。俱乐部的队色为红色和白色。主体育场为克容纳30,000多名球迷的默哈莫德·博美兹拉格体育场（Boumezrag Mohamed Stadium）。

## 球队荣誉
- 阿尔及利亚杯: 1次

2005年